# José Acasuso
José Javier "Chucho" Acasuso (* 20. října 1982 v Posadas, Argentina) je bývalý profesionální argentinský tenista.
Ve své tenisové kariéře vyhrál 3 turnaje ATP ve dvouhře a 5 turnajů ve čtyřhře.

## Finálové účasti na turnajích ATP (22)

### Dvouhra - výhry (3)
| Legenda                                                       |
| ATP International Series Gold / ATP World Tour 500 Series (0) |
| ATP International Series / ATP World Tour 250 Series (3)      |

| Č. | Datum             | Turnaj              | Povrch | Soupeř ve finále | Výsledek      |
| 1. | 28. červenec 2002 | Sopoty, Polsko      | antuka | Franco Squillari | 2-6, 6-1, 6-3 |
| 2. | 19. září 2004     | Bukurešť, Rumunsko  | antuka | Igor Andrejev    | 6-3, 6-0      |
| 3. | 5. únor 2006      | Viña del Mar, Chile | antuka | Nicolás Massú    | 6-4, 6-3      |

### Dvouhra - prohry (8)
| Legenda                                                       |
| ATP International Series Gold / ATP World Tour 500 Series (1) |
| ATP International Series / ATP World Tour 250 Series (7)      |

| Č. | Datum             | Turnaj                  | Povrch | Vítěz             | Výsledek                 |
| 1. | 25. únor 2001     | Buenos Aires, Argentina | antuka | Gustavo Kuerten   | 6-1, 6-3                 |
| 2. | 15. září 2002     | Bukurešť, Rumunsko      | antuka | David Ferrer      | 6-3, 6-2                 |
| 3. | 29. září 2002     | Palermo, Itálie         | antuka | Fernando González | 5-7, 6-3, 6-1            |
| 4. | 15. srpen 2004    | Sopoty, Polsko          | antuka | Rafael Nadal      | 6-3, 6-4                 |
| 5. | 23. červenec 2006 | Stuttgart, Německo      | antuka | David Ferrer      | 6-4, 3-6, 6-73, 7-5, 6-4 |
| 6. | 5. srpen 2007     | Sopoty, Polsko          | antuka | Tommy Robredo     | 7-5, 6-0                 |
| 7. | 24. únor 2008     | Buenos Aires, Argentina | antuka | David Nalbandian  | 3-6, 7-65, 6-4           |
| 8. | 8. únor 2009      | Viña del Mar, Chile     | antuka | Fernando González | 6-1, 6-3                 |

### Čtyřhra - výhry (5)
| Legenda                                                       |
| ATP International Series Gold / ATP World Tour 500 Series (1) |
| ATP International Series / ATP World Tour 250 Series (4)      |

| Č. | Datum             | Turnaj              | Povrch | Partner          | Soupeři ve finále             | Výsledek       |
| 1. | 25. červenec 2004 | Umag, Chorvatsko    | antuka | Flávio Saretta   | Jaroslav Levinský David Škoch | 4-6, 6-2, 6-4  |
| 2. | 24. červenec 2005 | Stuttgart, Německo  | antuka | Sebastián Prieto | Mariano Hood Tommy Robredo    | 7-64, 6-3      |
| 3. | 18. září 2005     | Bukurešť, Rumunsko  | antuka | Sebastián Prieto | Victor Hănescu Andrei Pavel   | 6-3, 4-6, 6-3  |
| 4. | 5. únor 2006      | Viña del Mar, Chile | antuka | Sebastián Prieto | František Čermák Leoš Friedl  | 7-62, 6-4      |
| 5. | 2. únor 2008      | Viña del Mar, Chile | antuka | Sebastián Prieto | Máximo González Juan Mónaco   | 6-1, 3-0 skreč |

### Čtyřhra - prohry (6)
| Legenda                                                       |
| ATP International Series Gold / ATP World Tour 500 Series (0) |
| ATP International Series / ATP World Tour 250 Series (6)      |

| Č. | Datum             | Turnaj                    | Povrch | Partner               | Soupeři ve finále                | Výsledek       |
| 1. | 18. červenec 2004 | Amersfoort, Nizozemsko    | antuka | Luis Horna            | Jaroslav Levinský David Škoch    | 6-0, 2-6, 7-5  |
| 2. | 19. září 2004     | Bukurešť, Rumunsko        | antuka | Óscar Hernández       | Lucas Arnold Ker Mariano Hood    | 7-65, 6-1      |
| 3. | 13. únor 2005     | Buenos Aires, Argentina   | antuka | Sebastián Prieto      | František Čermák Leoš Friedl     | 6-2, 7-5       |
| 4. | 20. únor 2005     | Costa Do Sauipe, Brazílie | antuka | Ignacio González King | František Čermák Leoš Friedl     | 6-4, 6-4       |
| 5. | 10. červenec 2005 | Båstad, Švédsko           | antuka | Sebastián Prieto      | Jonas Björkman Joachim Johansson | 6-2, 6-3       |
| 6. | 9. říjen 2005     | Metz, Francie             | tvrdý  | Sebastián Prieto      | Michaël Llodra Fabrice Santoro   | 5-2, 3-5, 5-44 |

## Davisův pohár
José Acasuso se zúčastnil 9 zápasů v Davisově poháru  za tým Argentiny s bilancí 5-3 ve dvouhře a 2-2 ve čtyřhře.

## Postavení na žebříčku ATP na konci sezóny

### Dvouhra
| Rok    | 1999 | 2000   | 2001  | 2002  | 2003   | 2004  | 2005  | 2006  | 2007  | 2008  |
| Pořadí | 251. | ▲ 176. | ▲ 87. | ▲ 41. | ▼ 101. | ▲ 66. | ▲ 41. | ▲ 27. | ▼ 64. | ▲ 48. |

### Čtyřhra
| Rok    | 1999 | 2000    | 2001   | 2002   | 2003   | 2004  | 2005  | 2006  | 2007   | 2008  |
| Pořadí | 645. | ▼ 1095. | ▲ 466. | ▲ 180. | ▼ 189. | ▲ 99. | ▲ 36. | ▼ 51. | ▼ 130. | ▲ 86. |